# Kochersteg Wilhelmsglück
Der Kochersteg Wilhelmsglück ist eine zwölf Tonnen schwere Puddelstahlbrücke, die im 19. Jahrhundert für die Arbeiter des Salzbergwerks Wilhelmsglück gebaut wurde.

## Geschichte
Das Salzbergwerk Wilhelmsglück, das 1823 in Betrieb ging, befand sich auf der linken Kocherseite. Die Arbeiter, die den Fluss überqueren mussten, benutzten ab 1824 einen hölzernen Fußsteg bei der Neumühle. 1845 wurde dieser Fußgängersteg zum Wehr der Steinsalzmühle in Wilhelmsglück verlegt, als gleichzeitig eine befahrbare Brücke über den Kocher errichtet wurde. Der Holzsteg war jedoch regelmäßig von Hochwasser und Eisgang bedroht und wurde mehrfach durch solche Naturereignisse zerstört.
Nachdem außerdem auch noch die Kocherbrücke von 1845 baufällig geworden und zwischen den Gemeinden Uttenhofen und Michelbach an der Bilz ein Streit um die Finanzierung der Sanierung ausgebrochen war, beschloss die Verwaltung der Saline 1879, für die Arbeiter einen neuen Steg bauen zu lassen. Allerdings wurde auch hier auf die Kosten gesehen: Man verzichtete auf eine Herstellung im Hüttenwerk Wasseralfingen, reduzierte die Breite von zunächst vorgesehenen 1,54 m auf 1,20 m und ließ eine Konstruktion mit schlichten Façoneisenstäben konzipieren. Belegt wurde dieser Steg, ein einfeldriger räumlicher Fachwerkträger, dessen Puddelstahl in der Zeit zwischen 1830 und 1860 hergestellt worden war, mit hölzernen Bohlen.
Nachdem das Bergwerk stillgelegt worden war, wurden im Jahr 1902 seine Gebäude an die Gustav-Werner-Stiftung verpachtet. Der Steg wurde damals schon als gefährlich eingeschätzt; allerdings gab es wieder Auseinandersetzungen um die Sanierung. Die Domänendirektion weigerte sich, eine Instandsetzung zu bezahlen, und verlangte stattdessen, dass Uttenhofen und Michelbach an jedem Ende des Steges Warntafeln anbrachten, um Passanten an der Benutzung des Steges zu hindern. Obwohl der Übergang als riskant angesehen wurde, blieb der Steg bis in die 1990er Jahre begehbar. Ab 1938 im Besitz der Diakonissenanstalt Schwäbisch Hall, wurde der Steg als Teil des Weitwanderwegs des Albvereins sowie als Zugangsmöglichkeit zum Bahnhof Wilhelmsglück genutzt und 1997 zum technischen Kulturdenkmal erklärt. Das Diakoniewerk verkaufte ihn im Jahr 2008 an die Gemeinde Rosengarten. Im Jahr 2010 wurde der Kochersteg Wilhelmsglück saniert.

## Sanierung
Um die Talaue überhaupt mit den notwendigen Fahrzeugen befahren zu können, mussten zunächst Wegebauarbeiten durchgeführt werden. Die Brücke wurde dann mit einem Autokran von ihren steinernen Widerlagern gehoben, zerlegt und in eine Halle gebracht, wo für den Korrosionsschutz gesorgt wurde. Nach Abtransport der Stahlteile wurden die Widerlager saniert und danach die Brücke wieder an Ort und Stelle montiert und an ihren alten Platz zurückgehoben. Sie erhielt einen neuen Deckbelag aus Eichenholz. Zuletzt wurde die Baustraße wieder zurückgebaut.